# Европа Европа
Европа Европа (нем. Hitlerjunge Salomon, буквално, „Хитлер јунге Саломон“) је историјска ратна драма из 1990. године у режији Агњешке Холанд, у којој главне улоге тумаче Марко Хофшнајдер, Јулие Делпи, Ханс Зихлер и Андре Вилмс. Заснован је на аутобиографији Соломона Перела из 1989. године, њемачког јеврејског дјечака који је избегао Холокауст маскирајући се у нацисту и придруживши се Хитлерјугенду. Сам Перел се накратко појављује као „сам“ у финалу филма. Наслов филма се односи на подјелу континенталне Европе у Другом свјетском рату, што је резултирало сталном националном промјеном оданости, идентитета и линија фронта.
Филм је међународна копродукција њемачке компаније CCC Film и компанија у Француској и Пољској. Европа Европа освојила је награду Златни глобус за најбољи филм на страном језику, а номинована је за Оскара за најбољи адаптирани сценарио 1992. године.

## Опис радње филма
Године 1938, у нацистичкој Њемачкој, уочи бар мицве тринаестогодишњег Соломона "Солека" Перела, дешава се Кристална ноћ. Солек избјегава нацисте и касније сазнаје да му је сестра убијена. Његов отац одлучује да ће се породица преселити у његово родно место Лођ у Пољској, вјерујући да ће тамо бити сигурније. Мање од годину дана касније, почиње Други свјетски рат, а Њемачка напада Пољску. Солекова породица одлучује да он и његов брат Исак треба да побјегну у источну Европу. Браћа крећу ка источној граници Пољске, само да би сазнали да су Совјети извршили инвазију. Браћа су раздвојена, а Солек завршава у совјетском сиротишту у Гродну са другом пољском дјецом избеглицама.
Солек живи у сиротишту двије године, гдје се придружује Комсомолу, стиче комунистичко образовање и учи руски језик. Он се романтично интересује за Ину, младу инструкторку која га брани када власти открију да је његово класно порјекло буржоаско. Солек добија писмо од родитеља у којем га обавештавају о њиховом затвору у лођском гету.
Солека су заробили њемачки војници током њемачке инвазије на Совјетски Савез и нашао се међу совјетским заробљеницима. Док Њемци издвајају Јевреје и комесаре за погубљење, Солек крије своја лична документа и говори Њемцима да је он „Јозеф Петерс“, „фолксдојчер“ из Гродна. Војници верују да су Јозефови родитељи били етнички Њемци, а он је био етнички Њемци. у сиротишту јер су му родитеље убили Совјети. Користећи своје њемачко-руско двојезично знање, „Јозеф“ помаже јединици да идентификује затвореника као Јакова Џугашвилија, сина Јосифа Стаљина. Јединица је импресионирана и усваја Солека за тумача, због његовог течног познавања њемачког и руског језика.
Солек избјегава свако јавно купање или мокрење, јер би га његов обрезани пенис разоткрио као Јеврејина. Прикривени хомосексуални њемачки војник по имену Роберт открива Солекову тајну, али показује солидарност и саосјећа са њим јер дијеле заједничку основу да су у опасности од прогона због свог порјекла. Током борбе, Роберт је убијен, а Солек, једини преживели из своје јединице, покушава да дође до Совјета. Док прелази мост, њемачки војници јуришају иза њега, а совјетске трупе се предају; Солек је слављен као херој. Командир чете одлучује да усвоји Солека и пошаље га у елитну Хитлерову омладинску академију у Брауншвајгу, како би стекао нацистичко образовање.
У школи, Солек веома пази да сакрије своје обрезивање. Лени, чланица Бунд Дојчер Мадел која служи оброке на Академији, постаје заљубљена у Солека. Он јој узвраћа наклоност, али не конзумира њихову везу из страха да се не разоткрије.
Током свог одсуства са Академије, Солек путује у Лођ да пронађе своју породицу; међутим, гето је запечаћен и чуван. Солек се вози трамвајем који путује кроз гето, посматрајући призоре измучених и изгладњелих људи. Касније, Солек посјећује Ленијеву мајку, која не саосјећа са нацистима. Она му каже да је Лени трудна од Солековог цимера, Герда, и да ће дати дијете програму Лебенсборн. Када Ленина мајка притисне Јосефа на његов идентитет, он се сломи и признаје да је Јевреј; обећава да га неће издати.
Солек је позван у канцеларије Гестапоа. Тамо га наговарају о свом наводном родитељству и траже да покаже „Сертификат о расној чистоћи“. Када Солек тврди да је сертификат у Гродну, званичник Гестапоа каже да ће послати по њега. Док Солек одлази да се састане са Гердом, зграду су уништиле савезничке бомбе; Солек преживљава док Герд умире у бомбардовању.
Како се совјетске трупе приближавају Берлину, Хитлерјугенд је послат на прве линије фронта. Солек напушта своју јединицу и предаје се Совјетима. Његови отмичари сумњају да је Јеврејин и оптужују га да је издајник. Тамо, Солек сазнаје за нацистичке логоре смрти. Совјети се спремају да га упуцају када Солеков брат Исак, управо пуштен из логора, препозна Солека. Исак открива да су њихови родитељи убијени годинама раније када је гето у Лођу "ликвидиран". Убрзо након тога, Солек емигрира у британски мандат Палестине.
Прави Соломон Перел, виђен у данашње време, пјева док филм блиједи до краја.

## Улоге
- Марко Хофшнајдер као Соломон „Солек“ Перел
- Андре Вилмс као Роберт Келерман, геј војник који обећава да ће заштитити Солека након што открије његов јеврејски идентитет
- Џули Делпи као Лени
- Рене Хофшнајдер као Исак Перел
- Пјотр Козловски као Давид Перел
- Клаус Абрамовски као Соломонов отац
- Мишел Глејзер као Соломонова мајка
- Асхлеи Ванингер као Герд
- Натали Шмит као Баша
- Делфина Форест као Ина Мојсејевна
- Халина Лабонарска као Ленина мајка
- Марта Сандрович као Берта Перел
- Анджеј Масталерз као Зенек Драцз
- Ханс Зишлер као Хауптман фон Ларенау
- Влоџимиеж Прес као Јаков Џугашвили, Стаљинов син
- Мартин Марија Блау као Улмајер
- Соломон Перел лично

## Промоција

### Успјех на благајнама
Филм је добио ограничено издање у Сједињеним Америчким Државама 28. јуна 1991. године и зарадио је 31.433 долара првог викенда у два биоскопа. Њена коначна међународна бруто зарада износила је 5.575.738 америчких долара.

### Критички пријем и реакција публике
Европа Европа добила је широко признање критичара. Европа Европа има оцјену одобравања од 95% на веб локацији агрегатора рецензија Rotten Tomatoes, на основу 21 рецензије, и просечну оцјену од 7,8/10.
Пишући за Los Angeles Times, критичар Мајкл Вилмингтон похвалио је вишеслојну структуру филма, називајући Европу Европа „напетом напетом причом, ироничном романсом и заиста црном комедијом — све то води ка мрачној кризи идентитета“.
У позитивној рецензији, Џенет Маслин из The New York Times је рекла да „постиже оно што сваки филм о Холокаусту жели да постигне: уноси нову непосредност у бијес лоцирајући специфичне, мучне детаље који превазилазе клишее“.
Хал Хинсон, из The Washington Post, похвалио је режију, рекавши да „Холандија није крут морални инструктор; она је ирониста са спретном способношћу да ухвати апсурдне аспекте свог материјала и одржи их у равнотежи са трагичним“. Хинсон је похвалио филм због његове „[свјесности] о путарини [Солијевих] компромиса који мијењају облик“. Десон Хау, такође из The Washington Post, био је критичнији, наводећи „емоционалну дистанцу“ филма и, слично као и Маслин, рекао је да филм није у потпуности испитао Солијеву савјест.

### Контроверзе
Пошто је освојио четири главне награде за „најбољи филм на страном језику“ од група америчких критичара у сезони доделе награда 1991. године, Европа Европа је била веома цјењена као кандидат за Оскара за најбољи страни филм на 64. церемонији додјеле Оскара. Међутим, Њемачка унија извозних филмова, која је надгледала комисију за селекцију Оскара за њемачке филмове, одбила је да поднесе филм за номинацију. Комисија је закључила да филм не испуњава одређене критеријуме подобности, као што је да се не квалификује као њемачки филм. Међутим, филм је био копродукција између Њемачке, Пољске и Француске; поред тога, велики дио филма се говори на њемачком језику, док су продуцент филма и већи дио глумачке екипе и екипе њемачки. Чланови одбора за извоз су наводно назвали филм „смећем“ и „срамотом“. Неконвенционална употреба црне комедије у филму, за разлику од пуне трагедије, у филму о холокаусту је спекулисана да је главни узрок пропуста комисије. Пропуст је подстакао водеће њемачке филмске ствараоце да напишу јавно писмо подршке филму и његовој редитељки Агњешки Холанд. Међу потписницима писма били су Вернер Херцог, Волфганг Петерсен и Вим Вендерс.
Упркос изостављању филма, доживио је критички и комерцијални успјех у Сједињеним Америчким Државама, гдје је постао други најуспешнији њемачки филм, послије Das Boot из 1981. године и добио је номинацију за Оскара за најбољи адаптирани сценарио за филм.

## Награде
| Награда                                           | Категорија                                                           | Номинација                                             | Резултат   |
| ------------------------------------------------- | -------------------------------------------------------------------- | ------------------------------------------------------ | ---------- |
| 20/20 Awards                                      | Best Foreign Language Film                                           | Best Foreign Language Film                             | Номинација |
| Academy Awards                                    | Best Screenplay – Based on Material Previously Produced or Published | Agnieszka Holland                                      | Номинација |
| Boston Society of Film Critics Awards             | Best Foreign Language Film                                           | Best Foreign Language Film                             | Освојено   |
| British Academy Film Awards                       | Best Film Not in the English Language                                | Artur Brauner, Margaret Ménégoz, and Agnieszka Holland | Номинација |
| Dallas–Fort Worth Film Critics Association Awards | Best Foreign Language Film                                           | Best Foreign Language Film                             | Номинација |
| Golden Globe Awards                               | Best Foreign Language Film                                           | Best Foreign Language Film                             | Освојено   |
| Kansas City Film Critics Circle Awards            | Best Foreign Film                                                    | Best Foreign Film                                      | Освојено   |
| Los Angeles Film Critics Association Awards       | Best Foreign Language Film                                           | Best Foreign Language Film                             | Runner-up  |
| Los Angeles Film Critics Association Awards       | Best Music Score                                                     | Zbigniew Preisner                                      | Освојено   |
| National Board of Review Awards                   | Top Foreign Language Films                                           | Top Foreign Language Films                             | Освојено   |
| National Board of Review Awards                   | Best Foreign Language Film                                           | Best Foreign Language Film                             | Освојено   |
| National Society of Film Critics Awards           | Best Foreign Language Film                                           | Best Foreign Language Film                             | 3rd Place  |
| National Society of Film Critics Awards           | Best Screenplay                                                      | Agnieszka Holland                                      | 3rd Place  |
| New York Film Critics Circle Awards               | Best Foreign Language Film                                           | Best Foreign Language Film                             | Освојено   |
| Political Film Society Awards                     | Human Rights                                                         | Human Rights                                           | Номинација |
| Viareggio Europa Cinema Awards                    | Best Screenplay                                                      | Agnieszka Holland                                      | Освојено   |

## Кућни медији
Филм је објављен на ДВД-у од стране MGM Home Entertainment 4. марта 2003. године. The Criterion Collection објавила је специјално издање Блу-реј филма 9. јула 2019. године.

## Биљешке
1. ↑  Гродно, град у Белорусији, бивши Државна заједница Пољске и Литваније.[5]